# Tinodes waeneri
Tinodes waeneri – gatunek owada z rzędu chruścików i rodziny Psychomyiidae. Gatunek pospolity w Polsce. Larwy żyją w jeziorach (limnal) w najpłytszym litoralu i helofitach, najliczniej w jeziorach eutroficznych. Larwy spotykane w najpłytszym litoralu niezarośniętym, napływkach, szuwarach, oczeretach, nimfeidach, izoetydach, elodeidach, wśród peryfitonu. Larwy budują norki z nici jedwabnych i fragmentów części organicznych i mineralnych. Postacie doskonałe (imago) spotykane są w pobliżu jezior, aktywne wieczorem i w nocy, przylatują do światła.
Limnebiont, gatunek eurytopowy, występuje w całej Europie. Larwy preferują jeziora eutroficzne, zasiedlając podłoże twarde: kamienie, kłody bądź osiedlają się na łodygach trzcin. W jeziorach o niższej trofii zastępowany jest przez Psychomyia pusilla.